# قتل‌های بورک و هر
قتل‌های بورک و هر (انگلیسی: Burke and Hare murders) ماجرای ۱۶ قتل زنجیره‌ای است که در یک مقطع ۱۰ ماهه و در سال ۱۸۲۸ در ادینبورو اسکاتلند صورت پذیرفت. این قتل‌ها توسط دو فرد به نام‌های ویلیام بورک و ویلیام هر صورت پذیرفت. انگیزهٔ آنها برای انجام این جنایات، فروش اجساد به دکتری به نام رابرت ناکس بود تا برای سخنرانی‌های آناتومی خود از آنها استفاده نماید. دکتر ناکس کالبدشناسی بود که در سال ۱۸۱۴ به عنوان پزشک مشغول کار گردید. پس از یک دورهٔ مقطعی ابتلا به مرض آبله در کودکی، از یک چشم نابینا و چهرهٔ وی نیز از نظر ظاهری بسیار زشت گردید.
بورک در بامداد روز ۲۸ ژانویه ۱۸۲۹ در برابر جمعیتی بالغ بر ۲۵۰۰۰ نفر به دار آویخته شد. پنجره‌های ساختمان‌ها و منازل مشرف به منظرهٔ اعدام با قیمت‌هایی اعم از ۵ تا ۲۰ شیلینگ برای مشاهدهٔ بهتر به اجاره گذاشته شد. در ۱ فوریه، جسد بورک توسط پروفسور مونرو در مجموعه آناتومی دانشکده قدیمی دانشگاه مورد تجزیه و تحلیل قرار گرفت. اسکلت وی نیز در نهایت به موزهٔ آناتومی دانشکده پزشکی ادینبورو سپرده شد که تا سال ۲۰۱۸، موجود و قابل مشاهده بوده‌است. از چهرهٔ بورک پس از مرگ، یک ماسک تهیه گردید و کتابچه‌ای نیز با پوست برنزه شدهٔ وی صحافی گردید که هر دو در همین تالار موزه قابل مشاهده است. ویلیام هر نیز در تاریخ ۵ فوریه ۱۸۲۹ از زندان آزاد گردید. ماندگاری و حبس طولانی مدت وی تنها برای حفاظت از جان وی صورت پذیرفت و کمک‌هایی نیز برای ترک ادینبورو دریافت نمود. آخرین اخبار حکایت از عزیمت او به سمت مرز انگلستان داشت و پس از آن، از سرنوشت احتمالی وی هیچ چیز در دسترس نیست.
دکتر ناکس از هرگونه اظهار نظر دربارهٔ ارتباط اش با بورک و هر خودداری نمود. افکار عمومی عامه بر این امر استوار بود که ناکس در وقوع این حوادث مجرم است. او در کاریکاتورها مورد هجمه قرار گرفت و در ماه فوریه، جمعیتی که خارج از منزل وی اجتماع کرده بودند، تمثال و پیکرک ساخته شده از او را به آتش کشیدند. یک کمیتهٔ تحقیق در گزارشی دست داشتن وی در این جنایات را با توجه به اینکه شاهدی برای اقامهٔ شهادت در رابطه با انتقال اجساد مقتولین به اتاق جراحی و معاینهٔ دکتر ناکس وجود نداشت رد کرد. ناکس از منصب خود به عنوان مدیر موزه کالج جراحان استعفا و به تدریج از زندگی دانشگاهی نیز کنار گذاشته شد. در سال ۱۸۴۲ دکتر ناکس ادینبورو را ترک کرد و عازم انگلستان گردید. وی در لندن مشغول کار گردید و در حالی که از مقررات وضع شدهٔ کالج سلطنتی جراحان بسیار ناامید شده بود، از سخنرانی نیز منع گردید. از سال ۱۸۵۶ به عنوان یک متخصص آناتومی و پاتولوژی در بیمارستان سرطان برامپتون مشغول کار گردید و سرانجام در سال ۱۸۶۲ درگذشت.

## در فرهنگ عامه
در سال ۱۸۸۴ رابرت لویی استیونسن نویسندهٔ شهیر اسکاتلندی، داستانی کوتاه با نام مرده دزد در ژانر ترس و وحشت به رشتهٔ تحریر درآورد که شخصیت‌های اصلی آن برگرفته از همین ماجراهای واقعی قتل‌های بورک و هر بود. این داستان در ابتدا و به صورت پاورقی در روزنامه‌های همان سال چاپ گردید.

## نگارخانه

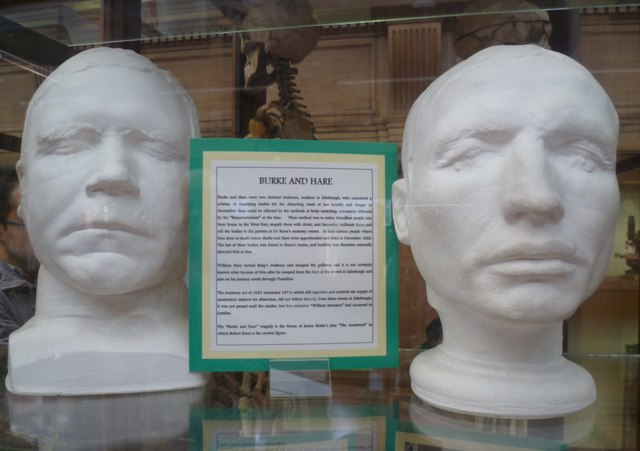
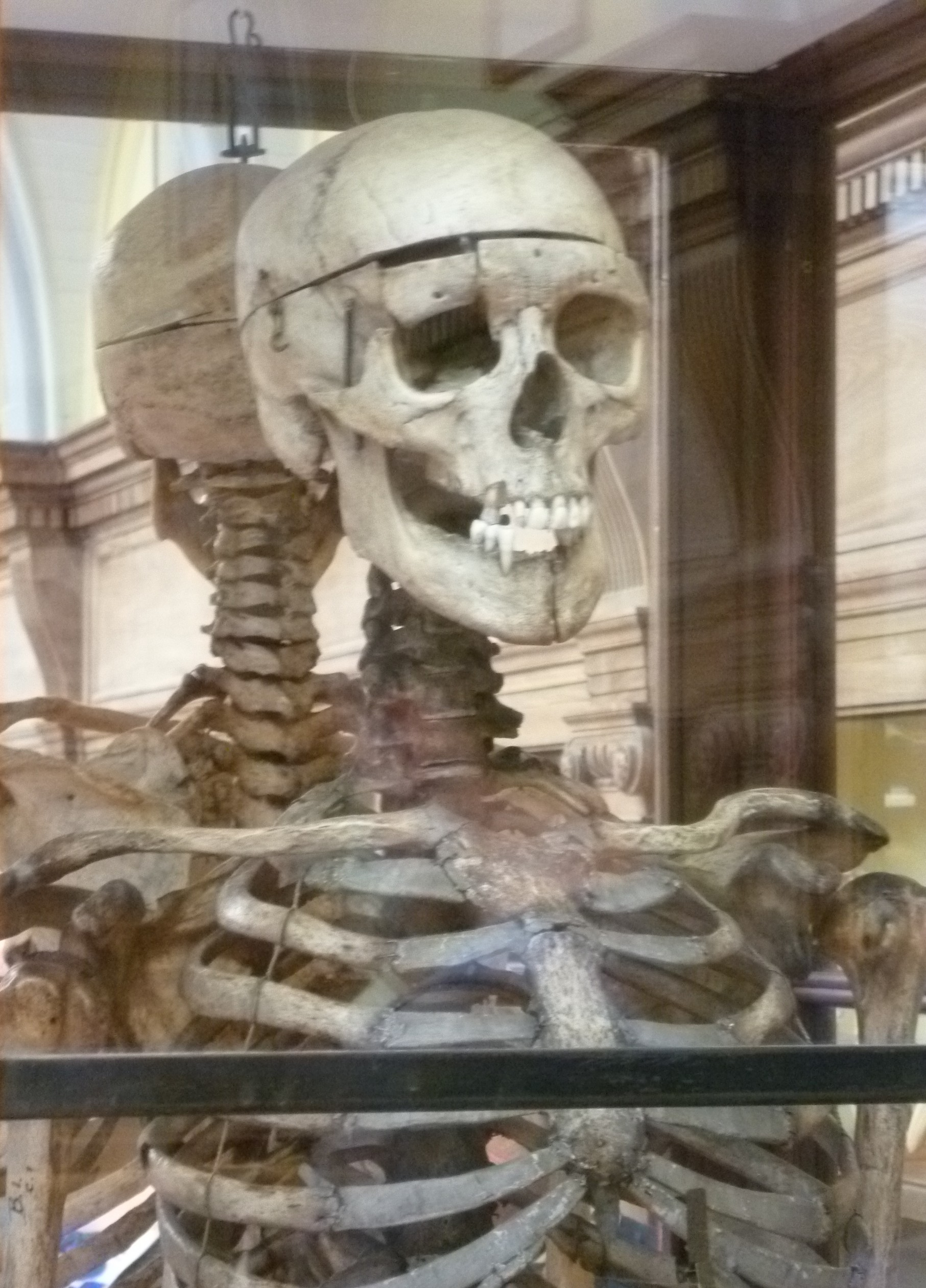
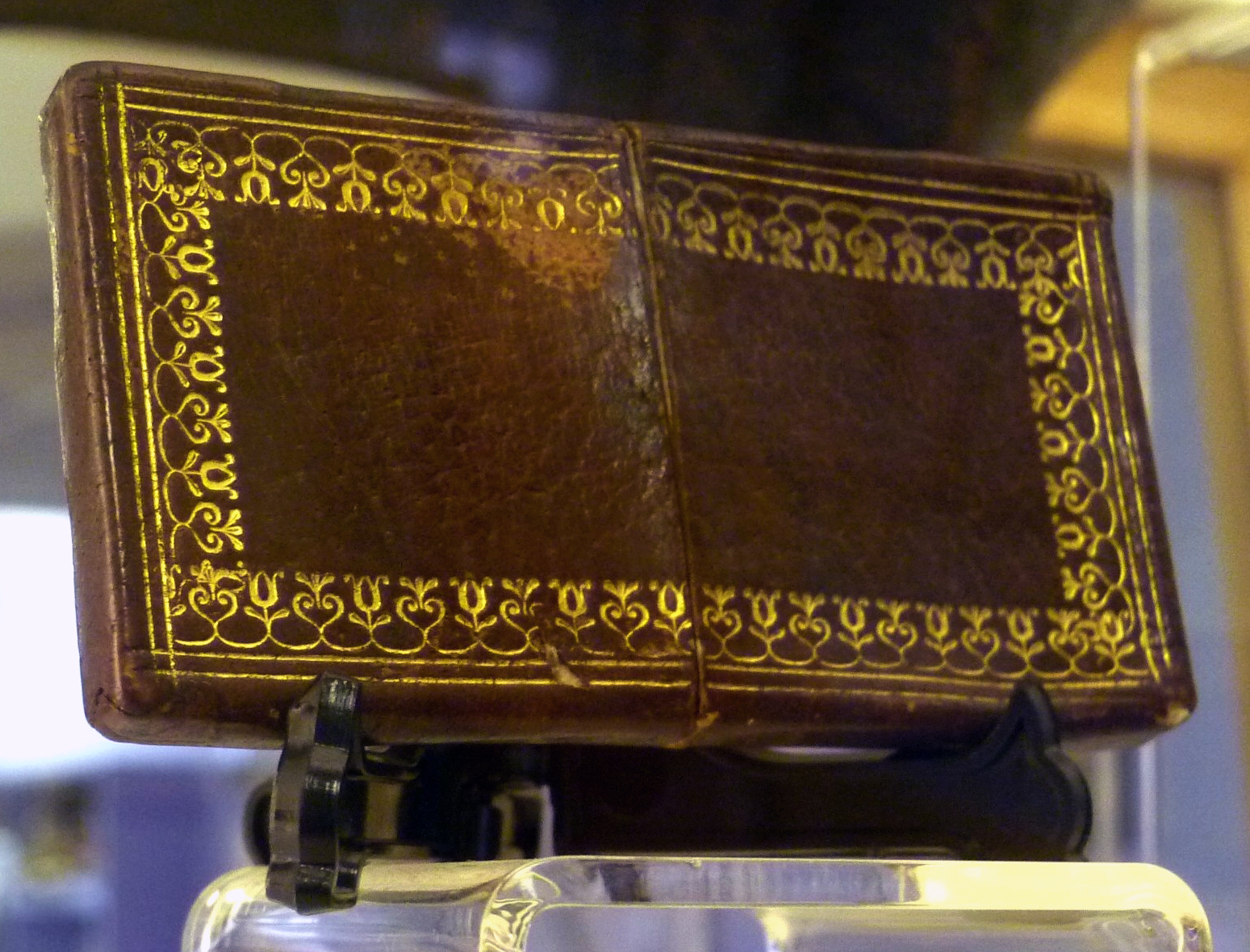